# Treballadors del món, uniu-vos!

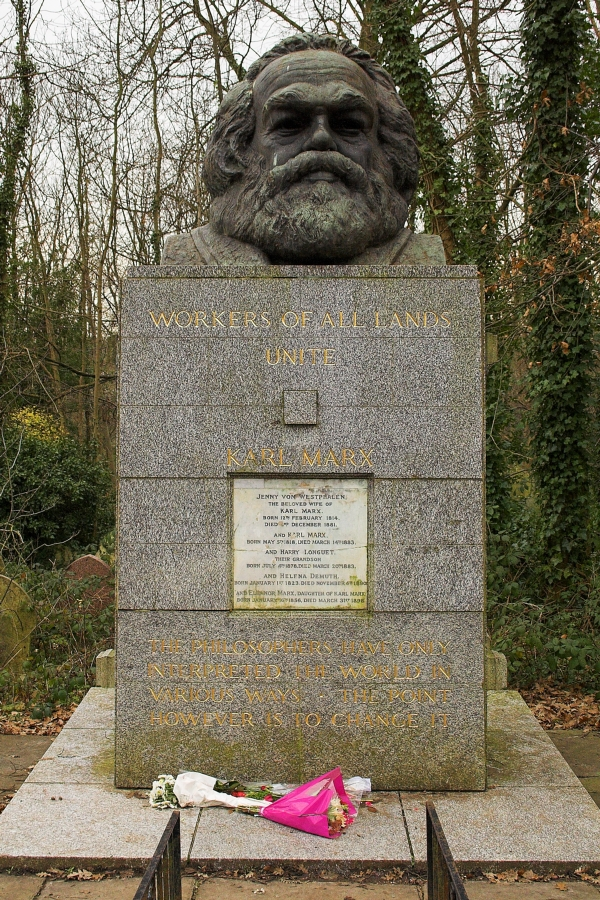
Tomba de Marx a Highgate Cemetery, amb l'eslogan "Treballadors del món, uniu-vos!".

La frase Treballadors del món, uniu-vos! (originalment en alemany Proletarier aller Länder, vereinigt euch!) és un dels lemes més coneguts del comunisme, utilitzat per primer cop en el Manifest comunista de Karl Marx i Friedrich Engels. És considerada com una crida a l'internacionalisme obrer. Cinc anys abans de la publicació del Manifest, però, en el llibre Union Ouvrière (1843) de Flora Tristan, la frase ja havia aparegut o, si més no, la va inspirar anticipant-se al concepte.
Aquesta frase va esdevenir, des de la seva fundació, el lema estatal de la Unió Soviètica (Пролетарии всех стран, соединяйтесь!), sent utilitzat en l'escut de la Unió Soviètica en tots els idiomes oficials de l'estat; d'igual manera, també apareixia en els escuts de les repúbliques federades de la Unió. Actualment encara és usat pels partits comunistes de tot el món.
També pot aparèixer com a Proletaris de tots els països, uniu-vos!, o Proletaris del món, uniu-vos!